# Helen Suzman
OMSG, DBE Helen Suzman   (Germiston, 7 de novembre de 1917 - Johannesburg, 1 de gener de 2009) va ser un activista contra l'apartheid i política sud-africana. Va representar una successió de partits d'oposició liberals i de centreesquerra durant els seus trenta-sis anys de mandat a la Cambra de l'Assemblea de Sud-àfrica, controlada pel Partit Nacional, només per als blancs, en el cim de l'era de l'apartheid. Va ser l'anfitriona de la reunió que va fundar el Partit Progressista el 1959 i va ser la seva única diputada a la Cambra de 160 membres durant un període de tretze anys. Durant aquell període, va ser l'única membre del Parlament sud-africà que es va oposar de manera coherent i inequívoca a tota la legislació sobre l'apartheid.
Suzman va ser fonamental en la millora de les condicions de presó per als membres del prohibit Congrés Nacional Africà, inclòs Nelson Mandela, malgrat les seves reserves sobre les polítiques revolucionàries de Mandela. També era coneguda per utilitzar el seu privilegi parlamentari per evadir la censura del govern i transmetre informació als mitjans sobre els pitjors abusos de l'apartheid. Va ser nominada dues vegades al Premi Nobel de la Pau.

## Infància i estudis
Suzman va néixer com a Helen Gavronsky el 1917, filla de Frieda i de Samuel Gavronsky, immigrants jueus lituans. Va néixer a Germiston, llavors una petita ciutat minera als afores de Johannesburg. La seva mare va morir poc després de néixer ella.
Suzman es va matricular el 1933 a Parktown Convent, Johannesburg. Va estudiar una llicenciatura en Comerç a la Universitat de Witwatersrand. Als dinou anys, es va casar amb el doctor Moses Suzman (mort el 1994), de trenta-tres anys i que un metge eminent; la parella va tenir dues filles. Va tornar a la universitat el 1941 per completar una llicenciatura en Economia i Història Econòmica. Després d'acabada la carrera, va passar la resta de la guerra treballant per al Fons de Guerra del Governador General i com a estadística a la junta de subministrament de guerra. El 1945, es va convertir en tutora i més tard professora d'història econòmica de la Universitat de Witwatersrand.

## Carrera

### Abans de ser parlamentària
Com a membre de l'Institut Sud-africà de Relacions Racials, va participar en la preparació de proves per a la investigació de la Comissió Fagan sobre les lleis que s'aplicaven als africans a les zones urbanes i al sistema de treball migrant. Va atribuir a aquesta experiència la seva primera consciència real de les dificultats que vivien els africans que buscaven feina a les zones urbanes.

### Carrera parlamentària
La carrera parlamentària de Suzman va ser descrita a The Guardian com una d'«entre les carreres parlamentàries més valentes de la història». Va ser escollida a la Cambra de l'Assemblea el 1953 com a membre del Partit Unit per la circumscripció de Houghton a Johannesburg. El caucus del Partit Unit va donar suport a la segona lectura del projecte de llei de serveis separats de 1953 que preveia instal·lacions separades (i efectivament desiguals) per als negres, els de color, els indis i els blancs. Quan es va votar, Helen Suzman i un altre membre d'UP es van negar a votar i van sortir de la Cambra. Insatisfets amb la postura del Partit Unit davant les polítiques d'apartheid del Govern, Suzman i altres onze membres liberals del Partit Unit es van separar per formar el Partit Progressista el 1959. El partit va rebutjar la discriminació racial i va defensar la igualtat d'oportunitats per a tothom, basada en un cens comú de votants.

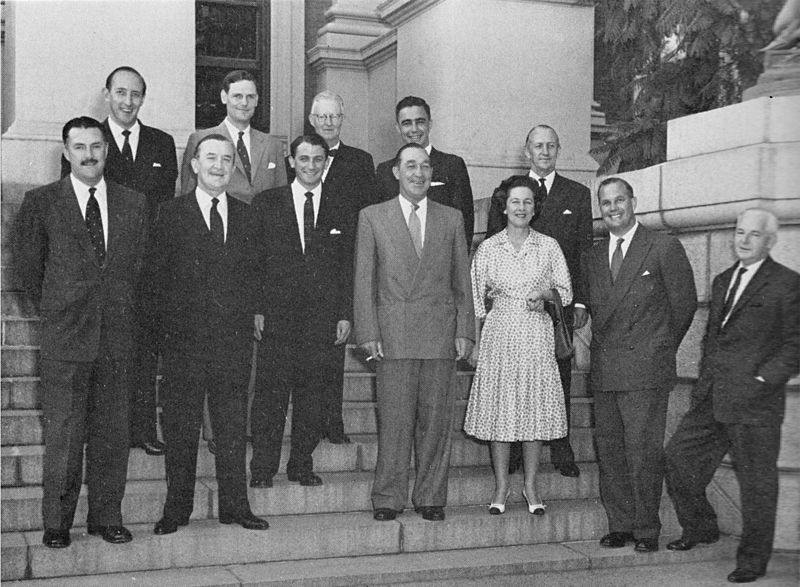
Suzman amb el caucus de la Cambra del Partit Progressista separatista el 1960, abans de les desastroses eleccions de 1961.

Suzman va anar amb el caucus de la Cambra del Partit Progressista separatista el 1960, abans de les desastroses eleccions de 1961. A les eleccions generals de Sud-àfrica de 1961, tots els altres diputats progressistes van perdre els seus escons, mentre que Suzman va conservar el seu per un marge de només 564 vots. Això va deixar a Suzman com l'únic parlamentari que es va oposar inequívocament a l'apartheid durant tretze anys, del 1961 al 1974.

### Els anys de soledat: 1961-1974
Després de les eleccions de 1961, el primer ministre Hendrik F. Verwoerd va anunciar al Parlament que mai havia cregut que el Partit Progressista pogués ser una amenaça i, girant-se cap a Suzman, va dir-li: «T'he ben anul·lat.» Suzman va respondre-li: «I el món sencer t'ha anul·lat a tu.»
Com a única representant del seu partit al Parlament, va intentar fer la feina d'un partit de l'oposició en solitari. En la seva primera sessió va fer 66 intervencions, va presentar 26 esmenes i va fer 137 preguntes. La majoria de les seves preguntes es referien al tractament de les persones negres, de color i índies, en qüestions com l'habitatge, l'educació, les mudances forçades, els delictes de la Llei d'Aprovació, les detencions, les prohibicions, els assots, la brutalitat policial i les execucions. Mandela va escriure més tard: «Suzman va ser, sens dubte, l'única veu real contra l'apartheid al Parlament i la descortesia dels diputats del Partit Nacional cap a ella va mostrar com els afectaven els seus cops de puny i fins a quin punt estaven ressentits de la seva presència».
Per a dues eleccions generals més, les de 1966 i 1970, va tornar a ser l'única diputada del seu partit al Parlament. Com a resultat, durant tretze anys, va sopar sola al Parlament sense cap altre diputat per discutir tàctiques o punts de vista. Sovint, a mesura que s'introduïa la legislació sobre l'apartheid, Suzman intentava dividir la cambra, demanant votacions nominals, amb els membres del Parlament aixecant-se per emetre el vot. En moltes d'aquestes ocasions, com quan es va oposar a la infame llei de detenció dels 90 dies, es va trobar sola a un costat de la cambra del Parlament i tots els altres diputats a l'altre costat.
Suzman, una oradora pública eloqüent amb maneres agudes i enginyoses, es va destacar per la seva forta crítica pública a les polítiques d'apartheid del Partit Nacional governant en un moment en què això era atípic dels sud-africans blancs. Es va trobar encara més forastera perquè era una dona jueva de parla anglesa en un parlament dominat per homes calvinistes afrikàners. En els seus tretze anys com a membre únic del seu partit al Parlament sud-africà, Suzman va fer 885 discursos sobre gairebé tots els temes imaginables i va plantejar 2.262 preguntes. En un període en què es van aprovar nombroses lleis que imposaven la censura a la premsa, el privilegi parlamentari va assegurar que els seus intercanvis al Parlament poguessin ser publicats. Una vegada va ser acusada per un ministre de fer preguntes al parlament que feien vergonya a Sud-àfrica, a la qual cosa va respondre: «No són les meves preguntes les que avergonyeixen Sud-àfrica; són les vostres respostes.»
En una ocasió, el primer ministre Verwoerd li va anunciar al Parlament: «No comptes per a res, els teus dies al Parlament estan comptats.» Suzman va respondre-li: «Per què? Em posaràs sota arrest domiciliari o m'enviaràs a Robben Island?»
Suzman va ser decidida en la seva oposició a totes les formes de discriminació racial. Al començament de la seva carrera, una dona blanca va dir en una reunió del caucus: «Bé, no sé si li passa el mateix a la senyora Suzman, però quan jo vaig a un museu, no m'agrada que algun negre estrany es fregui contra mi.» Suzman va replicar: «No t'importa que un home blanc estrany es fregui contra tu?» Més endavant, en la seva carrera, va fer reflexionar al Parlament: «No sé per què equiparem —i amb exemples com aquests que tenim— una pell blanca amb la civilització.»

### Abusos i respostes de Suzman
Suzman va ser objecte d'abusos antisemites i misògins per part de parlamentaris nacionalistes, tant al Parlament com fora del Parlament. Al Parlament li feien comentaris freqüents del tipus «no ens agrada la teva veu cridanera jueva» o «torna a Israel!». Un diputat nacionalista, Piet Koornhof, li va dir al Parlament: «Si tornés a casa un vespre i la meva dona malparlés i delirés com ho va fer l'honorable membre de Houghton aquesta tarda, només hi hauria una de les dues coses que un podria fer-li… penso que es mereix que se la ignori.» El maig de 1965, Pieter Willem Botha (aleshores ministre d'Afers de Color) va comentar: «L'honorable membre de Houghton... té el costum de xerrar contínuament. Si la meva dona parlés com aquella honorable diputada, sabria què fer amb ella. No hi ha res que em posi més nerviós que una dona que m'interromp contínuament. És com l'aigua que goteja sobre un sostre de llauna.» El 1986, va tenir un intercanvi verbal amb l'aleshores president de l'Estat P. W. Botha, al qual Helen Suzman va dir «estúpid!» Botha va replicar: «Dona!»
Quan el primer ministre Verwoerd va ser assassinat a la cambra del Parlament el 1966, P.W. Botha, llavors ministre de Defensa, va acusar Suzman de ser la responsable, tot dient-li: «Sou vosaltres, vosaltres liberals ho heu fet! Us enxamparem!» Ella va demanar, i finalment va rebre, una disculpa formal, però l'enemistat entre tots dos va romandre. A principis de la dècada de 1980, Suzman va quedar-se a observar com la policia desmuntava les barraques d'un assentament negre i portava els ocupants a la presó. P.W. Botha va advertir en el Parlament que la seva conducta va vorejar la il·legalitat i li va dir: «Li dic que si vostè intenta infringir la llei, veurà què passa.» Suzman va respondre: «El primer ministre fa vint-i-vuit anys que intenta intimidar-me i encara no ho ha aconseguit. No tinc por de vostè, no n'he tingut mai ni mai en tindré. No penso res de vostè.» En una ocasió, P.W. Botha va dir: «A l'honorable membre de Houghton, és ben sabut, no li agrado.» Suzman va intervenir: «Agradar-me? No el suporto!»
Sovint va ser assetjada per la policia, que li punxava el seu telèfon. Van inscriure el seu nom en el llistí telefònic i sovint rebia trucades telefòniques amb missatges obscens, racistes i amenaçadors. Tenia una tècnica especial per fer front a aquestes trucades, que era fer sonar un xiulet agut que enviava pel micròfon del telèfon.
Marie van Zyl, de la Kappie Kommando (una organització política ultraconservadora de dones afrikaners), va escriure a Suzman protestant pel suport de Suzman als «infidels», tot presumint que el seu poble, els Voortrekkers, havia portat la Bíblia als negres anant per les muntanyes de l'interior. Va preguntar què havia fet la gent de Suzman, a la qual cosa Suzman va respondre: «Vostè diu que la vostra gent va portar la Bíblia per les muntanyes i em pregunta què va fer la meva gent. La van escriure, la Bíblia, estimada…»
El febrer de 1974, un diputat nacionalista de Rustenburg, Botha, va comentar: «Quan s'aixeca en aquesta Cambra, em recorda un grill en un arbre d'espines al bosc quan està molt sec. El seu piular t'ensordeix, però la melodia segueix sent la mateixa any rere any. En la seva lluita pels bantús, l'honorable membre… canta la mateixa melodia any rere any.»
Suzman va aconsellar John Vorster, primer ministre entre 1966 i 1978, que algun dia visités un municipi «disfressat d'ésser humà». Quan un ministre es va queixar de la taxa d'assassinats a la seva circumscripció, ella va aconsellar-li que no hi anés «o n'augmentarà en un.»

### Carrera parlamentària: 1974–1989
Més tard, a mesura que creixia l'oposició parlamentària blanca a l'apartheid, el Partit Progressista va obtenir 6 escons més (el 1974) i Suzman es va veure acompanyada al parlament per notables col·legues liberals, com ara Colin Eglin. El partit es va fusionar el 1975 amb el Partit de la Reforma de Harry Schwarz i es va convertir en el Partit de la Reforma Progressiva. Va ser rebatejat com a Partit Federal Progressista quan es van incorporar més diputats de l'ala reformista del Partit Unit el 1977, esdevenint el partit en l'oposició oficial. Suzman va passar un total de trenta-sis anys al Parlament.
Després dels tiroteigos de Soweto de 1976, el diputat H.M.J. van Rensburg li va dir: «És una llàstima que vosté no fos un d'ells, Helen.» I un altre la va anomenar «saboteadora de la policia». La mateixa Suzman va dir: «Tots els diputats nacionalistes haurien d'anar a almenys un funeral per les víctimes dels disturbis disfressats d'éssers humans, en lloc d'asseure's als seus bancs verds al Parlament, aïllats com els peixos d'un aquari.»
L'any 1982, després de la mort de Neil Aggett, va llegir al Parlament una carta que havia sortir d'amagat de la presó, que parlava sobre la tortura que va patir Aggett a mans de la policia de seguretat.
El 1986, hi va haver el següent intercanvi al Parlament quan el ministre de Llei i Ordre, Le Grange, va preguntar: «Qui és l'honorable membre número 1 de Houghton a Sud-àfrica? És Nelson Mandela.» Suzman va respondre: «Deixeu-lol anar!» Le Grange va continuar: «Ella l'admira amb tot el que té. Ell és l'únic home que, segons ella, pot contrarestar la situació actual de disturbis a Sud-àfrica i negociar la pau.» Suzman va intervenir: «Així és!»

### Activitat extra-parlamentària
El lema de Suzman era «ves-hi i veu les coses per tu mateixa».
Va ser una visitant freqüent de presons per protegir els presoners de la brutalitat dels vigilants i va fer campanya per millorar les condicions de les presons. Va visitar Nelson Mandela en nombroses ocasions mentre estava a la presó i el va representar davant les autoritats per tal de millorar les seves condicions i les dels altres presos de Robben Island. Mandela va escriure en la seva autobiografia, Long Walk to Freedom: «Va ser un espectacle estrany i meravellós veure aquesta dona valenta mirant a les nostres cel·les i passejant pel nostre pati. Va ser la primera i l'única dona que va honrar les nostres cel·les.» Molts dels presoners, entre els quals Neville Alexander i el mateix Mandela, van atribuir millores en les seves condicions, en part, gràcies a les seves visites. A la seva autobiografia, Mandela atribueix l'eliminació del sàdic guardià Van Rensberg (àlies «Maleta») a la visita de Suzman i les seves posteriors gestions amb les autoritats i en el Parlament.
Andrew Mlangeni, un membre veterà de l'ANC que es trobava a Robben Island amb Mandela, va descriure que «sempre que el nostre tracte a la presó millorava una mica, sabíem que Suzman hi havia intervingut. Vam aconseguir coses com ara llibres que potser havíem demanatr feia més de sis mesos. Et donaven els teus llibres si estaves estudiant, perquè aquestes eren algunes de les coses que vam plantejar a Robben Island. Havies d'esperar mesos abans de poder aconseguir els llibres prescrits per la Universitat de Sud-àfrica i altres institucions, però tan bon punt els aconseguies, sabies que Suzman havia intervingut per veure les condicions en què estàvem vivint, per veure com ens podia ajudar. Només una persona com Suzman ens podria ajudar. La Creu Roja Internacional també ens visitava a Robben Island, però no podien fer tant com Suzman. Ella no tenia por d'anar a Pretòria al comissari a plantejar aquests temes personalment, a dir-li quines eren les condicions en què vivia la gent, i a demanar alguna millora. Era una dama sense por.»
Va visitar Robert Sobukwe quan va estar virtualment aïllat durant sis anys i va demanar repetidament el seu alliberament al Parlament. Durant un debat al Parlament en què Suzman va plantejar les condicions de l'empresonament sense judici de Sobukwe en un recinte de Robben Island, el diputat nacionalista Bezuidenhout va preguntar-li: «Per què dius que viu en un recinte? No és un pis?» Suzman va respondre: «Em pregunto si a l'honorable membre, que és tan cínic sobre això, li importaria residir de manera permanent en aquell pis. Potser gaudiria.»
Va visitar persones en aïllament, com ara Albert Lutuli, Winnie Mandela i Mamphela Ramphele, i va fer gestions efectives en nom d'ells. El 1963, Albert Lutuli, aleshores president de l'ANC, va escriure a Helen Suzman i li va expressar el seu «profund agraïment i admiració per la seva heroica i solitària posició contra un Parlament molt reaccionari. Us felicito de tot cor pels vostres esforços incansables en una situació que frustraria i immobilitzaria molts. Recordeu sempre que sou una estrella brillant en una cambra fosca. No només nosaltres mateixos, els vostres contemporanis, sinó també la posteritat, us tindran una gran estima.»
Va visitar Bram Fischer i altres presos polítics de l'ANC i del Partit Comunista i els va proporcionar personalment auriculars i cintes de música, buscant millores en les seves condicions amb els ministres i al Parlament. Va visitar a Fischer diverses vegades a l'hospital, demanant repetidament el seu alliberament i comentant a la premsa que, amb tants milions gastats en seguretat, no entenia per què el govern tenia tanta por d'un vell incapacitat i postrat al llit. Suzman va influir positivament en el seu eventual alliberament.
Va assistir als funerals de militants —sovint perillosos— activistes sempre que era convidava a fer-ho, en la creença que la seva presència podria evitar la brutalitat policial. Va visitar zones de reassentament, municipis i camps d'okupes, observant les condicions i donant assistència a les persones allà on podia. Va utilitzar aquestes visites per armar-se amb proves de les investigacions sobre el terreny «per desafiar amb contundència el govern i donar testimoni personal del patiment infligit a milions de sud-africans.»
Suzman es va veure inundada de peticions d'ajuda d'individus perjudicats per les lleis de l'apartheid i per la burocràcia. Es considerava la «la síndica de greuges honorària dels desposseïts» i va intentar incansablement fer gestions en nom d'ells davant les autoritats competents. Nadine Gordimer va comentar: «Al llarg dels anys he observat que quan la gent està en problemes, ella ha estat a qui han apel·lat, ella és en qui tothom confia. Suzman mai va negar la seva ajuda a ningú, que jo sàpiga, per molt desagradable o hostil que hagi estat l'actitud de l'individu cap a ella i les seves conviccions polítiques.»

### Altres temes
Encara que principalment es preocupava per qüestions de discriminació racial, Suzman també s'ocupava en altres qüestions, com ara els drets de les dones. El seu discurs inaugural va ser sobre el projecte de llei d'afers matrimonials de 1953. Els drets de les dones (i en particular els de les dones negres) es van convertir en part d'una lluita més àmplia pels drets humans. Va fer campanya contra la discriminació de gènere, sobretot perquè afectava a les dones africanes, l'estatus de les quals en el dret consuetudinari era el de «menors perpetus». L'any 1988 va ser fonamental perquè es promulgués una legislació matrimonial que millorés molt la situació jurídica de la dona. Va lluitar per la igualtat de drets de propietat matrimonial per a les dones negres, el divorci per consentiment i la reforma de les lleis de l'avortament.
Es va oposar a la pena de mort i va fer campanya contra la seva reintroducció.
El 1971, va ser l'única diputada al Parlament que va votar en contra del que va qualificar com "la llei de drogues més dura del món" que va establir una condemna obligatòria de 2 anys de presó per tinença de cànnabis i una condemna obligatòria de 5 anys de presó per tinença de més de 115 g de cànnabis. Va donar suport a la despenalització del consum de marihuana molt abans que estigués de moda, afirmant públicament que la possessió de marihuana/cànnabis (o dagga, com es coneix a Sud-àfrica) per a ús personal no hauria de ser un delicte penal.

### Carrera postparlamentària: 1989–2009
Va ser nomenada per Mandela per formar part de la primera comissió electoral de Sud-àfrica que va supervisar les primeres eleccions basades en el sufragi universal el 1994. Va ser presidenta del Vaal Reef Disaster Fund durant tres anys, nomenada per tenir cura de les vídues i els fills dels 104 homes que va morir en el desastre miner de Vaal Reef el 10 de maig de 1995. Va ser presidenta de l'Institut Sud-africà de Relacions Racials, una de les principals institucions de recerca de Sud-àfrica. Va ser membre de la Comissió de Drets Humans de 1995 a 1998. Va estar present amb Mandela quan es va signar la nova constitució el 1996.
En declaracions el 2004, Suzman va confessar que estava decebuda pel Congrés Nacional Africà: «Havia esperat alguna cosa molt millor. Els pobres d'aquest país no s'han beneficiat gens de l'ANC. Aquest govern gasta "com un mariner borratxo". En comptes d'invertir en projectes per donar feina a la gent, gasten milions comprant armes i avions privats, i enviant regals a Haití.»
En referència a les relacions de Sud-àfrica amb Zimbabwe, el president del qual, Robert Mugabe, l'any 2001 va declarar Suzman «enemic d'estat», va dir: «Mugabe ha destruït aquest país mentre Sud-àfrica no ha fet res. La inauguració del mes passat va ser una vergonya, però va servir bé per il·lustrar molt clarament el punt de vista de Mbeki.»
Suzman també va declarar la seva desconfiança cap a la política racial de Mbeki: «No us penseu ni un moment que Mbeki no és anti-blanc; ho és, definitivament. Tots els seus discursos tenen temes anti-blancs i continua intentant convèncer tothom que hi ha dos tipus de sud-africà: el negre pobre i el blanc ric.» Potser conscient que podia ser malinterpretada, Suzman va afegir: «Malgrat totes les meves crítiques al sistema actual, això no vol dir que m'agradaria tornar a l'antic. No crec que mai seguirem pel camí de Zimbabwe, però la gent té dret a preocupar-se. Estic esperançada sobre qualsevol futur per als blancs d'aquest país, però no soc del tot optimista.»

## Reconeixement i llegat
Mentre treballava des del sistema, es va guanyar el respecte de Nelson Mandela, que va lloar el seu coratge i va reconèixer la seva ajuda en alleujar les condicions d'empresonament. Sempre oberta i independent, Suzman es va pronunciar de vegades en contra del règim, oposada a les polítiques de Mandela. Es va oposar a les sancions econòmiques per contraproduents i perjudicials per als negres pobres. Després de l'alliberament de Mandela "va ser destacada entre aquells que el van persuadir perquè abandonés el programa revolucionari de l'ANC a favor d'un d'evolutiu, conservant una economia de mercat i una democràcia parlamentària". Va continuar sent crítica després de la caiguda de l'Apartheid. Va ser crítica amb Mandela quan va elogiar el dictador Moammar al-Gaddafi com a partidari dels drets humans. Segons el seu biògraf, Lord Robin Renwick, abans i després de l'arribada al poder de l'ANC, va continuar parlant contra els que tenien el poder de «posar el partit i l'Estat per sobre de l'individu, fos blanc o negre».
Mandela va escriure un missatge a Suzman en el seu 85è aniversari, tot dient-li: «El vostre coratge, integritat i compromís de principis amb la justícia us han marcat com una de les figures destacades de la història de la vida pública a Sud-àfrica. En el vostre 85è aniversari, només podem retre homenatge, donar-vos les gràcies, i fer-vos saber la sort que sent el nostre país per haver-vos tingut com a part de la seva vida pública i política.» Mandela va afegir: «Ara, mirant enrere des de la seguretat de la nostra democràcia no racial, fins i tot podem sentir una mica de simpatia pels membres del Partit Nacional que compartien el Parlament amb vosaltres, sabent que podeu ser una espina clavada a la carn fins i tot dels vostres amics i aliats polítics. La vostra sincera valentia deu haver-los fet passar un infern quan se'n enfrontaven a vos.»
Alguns de l'ANC i SACP van criticar el seu mètode d'oposició a l'apartheid. Va ser denunciada com a agent del colonialisme i «part del sistema», així com per no haver donat suport a les sancions. Mandela continuava sent el seu admirador, i deia que «la coherència amb què vau defensar els valors bàsics de la llibertat i l'estat de dret durant les últimes tres dècades us han valgut l'admiració de molts sud-africans». També ho van fer molts altres en el moviment anti-apartheid, inclosa Winnie Mandela.
Suzman va rebre vint-i-set doctorats honoris causa d'universitats d'arreu del món, entre les quals les de Harvard, Yale, Oxford i Cambridge. Va ser proposada dues vegades al Premi Nobel de la Pau i va rebre nombrosos altres premis d'organitzacions religioses i de drets humans d'arreu del món. L'antiga reina de Sud-àfrica, Elisabet II del Regne Unit, la va convertir el 1989 en Dame Commander (Divisió Civil) honorífica de l'Orde de l'Imperi Britànic. Va rebre l'Orde per al Servei Meritori, Classe I d'Or, de mans de Nelson Mandela el 1997. Va ser votada com a la número 24 en la sèrie de televisió «Els 100 més grans sud-africans» (Top 100 Great South Africans). Va ser guardonada amb la Llibertat de la Ciutat (Freedom of City) de Kingston upon Hull el 1987 i elegida membre de la Societat Filosòfica Americana el 2008.
Libèria va emetre un segell postal en honor a Suzman el març de 2011, anomenant-la una de les herois llegendàries d'Àfrica. El novembre de 2017, l'Oficina de Correus de Sud-àfrica va anunciar que «hem homenatjat aquesta gran, valenta i pionera dona amb un rar gest d'un segell postal» com a «indicació de la seva importància per al país i per a l'alliberament del mateix i per a la de dones».
El Partit Federal Progressista, del qual Suzman va ser l'únic representant parlamentari entre 1961 i 1973, es va convertir en el Partit Demòcrata després de fusionar-se amb el Moviment Democràtic Nacional i el Partit Independent el 1989. El Partit Demòcrata va ser rebatejat com a Aliança Democràtica (DA) l'any 2000. El novembre de 2017, l'exlíder del DA Mmusi Maimane va retre homenatge a Suzman, assenyalant que «tots els valors que anomenem nostres a l'AD es remunten als principis pels quals va lluitar Helen durant la seva carrera de trenta-sis anys com a membre del Parlament».
La Fundació Helen Suzman es va fundar l'any 1993 per honrar el treball vital d'Helen Suzman. La Fundació pretén promoure els valors propugnats per Helen Suzman al llarg de la seva vida pública i en la seva devoció al servei públic.

## Mort
Suzman va morir mentre dormia, per causes naturals, l'1 de gener de 2009. Tenia 91 anys. Achmat Dangor, director executiu de la Fundació Nelson Mandela, va dir que Suzman va ser una «gran patriota i una lluitadora sense por contra l'apartheid». Les banderes de Sud-àfrica van rebre l'ordre de onejar a mig pal en honor seu.